# Заславская, Теофила Людвика
Теофила Людвика Заславская (пол. Teofila Ludwika Zasławska; 1654 — 15 ноября 1709) — польская княгиня, 5-я ординатка Острожская (1682—1709), дочь воеводы краковского и ордината острожского Владислава Доминика Заславского (1616—1656), от второго брака с Катажиной Собеской. Племянница короля Речи Посполитой Яна III Собесского.

## Биография
10 мая 1672 года в замке Уяздув Теофила Людвика Заславская вышла замуж за польного гетмана коронного и воеводу белзского, князя Дмитрия Ежи Вишневецкого (1631—1682), который был её старше на двадцать три года. Брак оказался не счастливым. Супруги не имели детей. Муж игнорировал жену, завёл себе в Люблине любовницу по имени Конкордия.
В 1682 году после смерти своего бездетного старшего брата, князя Александра Януша Заславского (1650—1682), Теофила Людвика унаследовала обширную Острожскую ординацию. 28 июля того же 1682 года в Люблине скончался 50-летний великий гетман коронный Дмитрий Ежи Вишневецкий, муж Теофилы Людвики.
Осенью 1682 года польская королева Мария Казимира Собеская безуспешно пыталась посватать княгиню Теофилу Людвику Заславскую за своего брата Анн Луи д’Аркьен.
В январе 1683 года княгиня вторично вышла замуж за великого конюшего коронного и старосту сандомирского Юзефа Кароля Любомирского (1638—1702), который, благодаря этому браку, приобрел Острожскую ординацию. В 1688 году Теофила Людвика была осуждена на изгнание и конфискацию владений. Несмотря на это, княгиня смогла сохранить в своих руках Заложцы, полученные Дмитрием Вишневецким через люблинский трибунал. В 1694 году утратила оставшиеся имения за исключением Баранова, которым владела до самой смерти.
Брак Теофилы Людвики Заслвской с Юзефом Каролем Любомирским оказался удачным. Супруги родили двух сыновей и двух дочерей (Александра Доминика, Терезу, Марианну и Яна). Княгиня часто гостила у своего дяди, польского короля Яна Собеского, в его резиденции в Вилянуве. Перестроила свой Барановский замок по проекту известного голландского архитектора Тильмана ван Гамерена, работавшего в Польше.
Юзеф Кароль Любомирский получил должности надворного маршалка коронного (1692—1702) и великого маршалка коронного (1702—1702). В 1695 году между супругами произошёл скандал. Юзей Любомирский ушел из семьи и стал открыто жить со своей любовницей. Теофила Людвика посвятила себя воспитанию детей и присмотру за владениями. В декабре 1701 года в Кракове выдала свою дочь Терезу Любомирскую замуж за Карла ІІІ Филиппа Виттельсбаха (1661—1742), пфальцграфа Нойбурга, герцога Юлиха и Берга.
В мае 1702 года после смерти своего второго мужа, великого маршалка коронного Юзефа Кароля Любомирского, Теофила Людвика стала вдовой.
В ноябре 1709 года Теофила Людвика Заславская скончалась во время поездки вместе с дочерью Марианной в Силезию. После её смерти Острожская ординация перешла к её сыну Александру Любомирскому (1693—1720), который стал 6-м ординатом Острожским (1709—1720).
Дети Юзефа Кароля Любомирского и Теофилы Людвики Заславской:
- Тереза Любомирская (1685—1712), жена с 1701 года Карла ІІІ Филиппа Виттельсбаха
- Марианна Любомирская (1693—1729), жена великого маршалка литовского князя Павла Кароля Сангушко
- Александр Любомирский (1693—1720), староста сандомирский, заторский и рыкивский
- Ян Любомирский, умер в детстве